# Sidemia bremeri
Sidemia bremeri är en fjärilsart som beskrevs av Nicolas Grigorevich Erschoff 1767. Sidemia bremeri ingår i släktet Sidemia och familjen nattflyn. Inga underarter finns listade i Catalogue of Life.